# Brodie Spencer
Brodie Gilmore Spencer (* 6. Mai 2004 in Belfast) ist ein nordirischer Fußballspieler, der bei Huddersfield Town unter Vertrag steht.

## Karriere

### Verein
Brodie Spencer begann seine Karriere beim Shankill Junior FC, bevor er zum Cliftonville FC wechselte. Im Juli 2020 wechselte er nach England in die U17 von Huddersfield Town. Nachdem er zunächst im Mittelfeld gespielt hatte, wurde er während seiner Zeit im Jugendsystem von Huddersfield auf die Position des rechten Verteidigers umgeschult. Im September 2021 unterschrieb Spencer seinen ersten Profivertrag bei den „Terriers“. Am Ende der Saison 2021/22 in der er auch am Training der ersten Mannschaft unter Trainer Carlos Corberán teilnahm, wurde er vom Verein als bester Spieler der Akademie ausgezeichnet. Am 9. August 2022 gab Spencer sein Debüt in der ersten Mannschaft, als er 90 Minuten gegen Preston North End in der ersten Runde des EFL Cup spielte. Im November 2022 kam er auch zum ersten Mal für den Zweitligisten in der Liga gegen den AFC Sunderland zum Einsatz. 
Im August 2023 verlängerte Spencer seinen Vertrag bei Huddersfield und ließ sich nach Schottland an den Erstligisten FC Motherwell verleihen.

### Nationalmannschaft
Spencer vertrat die nordirische U16-, U18- und U19-Jugendnationalmannschaft. Am 5. Juni 2022 debütierte er in der A-Nationalmannschaft gegen Zypern in der Nations League, nachdem er für Paddy Lane eingewechselt wurde. Vier Tage später, am 9. Juni 2022, bestritt Spencer auch sein erstes Spiel in der Startelf gegen den Kosovo.